# Kent Hehr
Kent Hehr, né le 16 décembre 1969 à Calgary, est un homme politique canadien, député de Calgary-Centre à la Chambre des communes de 2015 à 2019.
De 2017 à 2018, il est ministre des Sports et des Personnes handicapées dans le 29e conseil des ministres du Canada.

## Biographie
Éducateur physique de formation, en 1991, il est accidentellement touché par un tir dans un stand et devient paraplégique. De 2004 à 2012, Hehr est député provincial libéral pour Calgary-Buffalo, circonscription du centre-ville de Calgary. Il gagne le siège fédéral de Calgary-Centre lors des élections de 2015.